# Festival du film français Alliance française
Le festival du film français Alliance française est un festival annuel du film en Australie organisé par l'Alliance française.

## L'Alliance française
L'Alliance française a été fondée en 1883 à Paris et se consacre à promouvoir et à encourager l'amour de la langue et de la culture françaises dans le monde. L'Alliance a été créée à Paris en 1884 par un conseil d'administration comportant des noms illustres tels que Jules Verne (écrivain) et Louis Pasteur (chimiste et biologiste). La première Alliance française à l'étranger a été créée la même année à Barcelone.
Aujourd'hui, il y a 1040 Alliances françaises dans 136 pays. Chaque Alliance française est un organisme indépendant, local, sans but lucratif. Avec plus de 30 Alliances françaises en Australie il s'agit d'un réseau linguistique et culturel important dans la communauté australienne.
L'Alliance Française French Film Festival est organisé conjointement par les Alliances françaises de Sydney, Melbourne, Brisbane, Canberra, Perth et Adélaïde et est soutenu par l'ambassade de France.

## Le cinéma français en Australie
Le cinéma français est l'une des industries du film au monde les plus dynamiques, avec plus de 300 films sortis dans le commerce chaque année, y compris les coproductions. Ce niveau élevé de production est assisté par l'agence de cinéma du ministère de la Culture et de la Communication, CNC (l'équivalent de Screen Australia), les recettes fiscales issu des tickets de cinéma, et l'obligation pour les chaînes de télévision d'investir massivement dans la production cinématographique. En raison de cette importante industrie du film, de nombreuses stars françaises sont capables de maintenir une brillante carrière en France, sans avoir besoin de se rendre à Hollywood.
La riche variété des genres est l'une des principales caractéristiques de la popularité des films français. Ceci est illustré dans les films de réalisateurs célèbres, tels que Jean-Pierre Jeunet, Philippe Lioret, Jacques Audiard, Jean Becker, Cédric Klapisch.
D'autres exemples incluant des comédies à succès tels qu’Intouchable (Les Intouchables) par Olivier Nakache et Eric Toledano, des films biographiques comme le récent succès de Gainsbourg ; des films romantiques comme Paris -Manhattan, le cinéma est en plein essor grâce à de talentueux jeunes réalisateurs tels que Mia Hansen-Love (Le Père de mes enfants), Catherine Corsini (Partir), Alix Delaporte (Angèle et Tony).
Bien sûr, cette «touche française» peut aussi être vu dans de grandes productions comme Taken 2 de Luc Besson, Astérix et Obélix en Grande-Bretagne, ou Populaire qui sont des productions françaises.
En Australie, il y a eu une forte croissance de l’auditoire pour les films français au cours des cinq dernières années, avec plus de 3,5 millions d'entrées en 2012, contre moins de 500 000 en 2005.
En Australie, les films français sont les quatrième plus populaires, précédés seulement par des films anglais des États-Unis, du Royaume-Uni et d’Australie. Chaque année, entre 25 et 32 films français sont vendus à des distributeurs australiens pour une sortie commerciale, sans compter les films sortis en DVD. SBS achète les droits de distribution de plus de 70 films français par an pour la diffusion sur free-to-air TV et diffuse en général un ou deux films français par semaine.

## Le Festival
L’Alliance Française French Film Festival est le principal événement culturel français en Australie et est l'un des événements cinématographiques les plus importants à Sydney, Melbourne, Canberra, Perth, Adélaïde et Brisbane. Le festival continue à se développer de plus en plus, développant un intérêt international croissant pour le cinéma français. Le cinéma français a un appel qui va bien au-delà de la communauté locale de la France. C'est le plus grand festival de film étranger en Australie présentant le meilleur du cinéma français contemporain incluant action, romance, comédie, thriller, films pour enfants, animations et documentaires.
Quel résultat remarquable pour la 27e édition du festival avec 168 000 participants, et 45 films présentés dans 2560 projections qui rend cet événement l'un des plus importants au monde dans son domaine.
Les films sont présentés au Palace Cinemas Como, Balwyn, Westgarth et Kino à Melbourne ; au Hayden Orpheum à Cremorne, Palace Chauvel, Verona et Norton Street à Sydney, Greater Union Cinema et NFSA à Canberra, Palace Barracks et Centro à Brisbane, Palace Nova à Adelaide et Cinema Paradiso, Luna on Essex et Windsor Cinema à Perth.
L’Alliance Française French Film Festival est utilisé pour accueillir des invités spéciaux : Catherine Deneuve en 2008, Gérard Jugnot en 2009, Jean-Pierre Jeunet Micmacs pour ses films, Jan Kounen pour Coco Chanel et Igor Stravinsky et Philippe Lioret pour Welcome en 2010. En 2011, Clotilde Hesme est venue en vedette dans Angèle et Tony. En 2012, Rémi Bezançon est venu pour présenter son film Un heureux événement. En 2017, Inna Modja, Rebecca Zlotowski & Emmanuelle Bercot sont venus présenter leurs films en sélection.

## La sélection 2017

### Opening Night
- L'Odyssée

### Closing Night
- Le Petit Locataire

### Laugh it off
- Ôtez-moi d'un doute
- Paris pieds nus
- La Folle Histoire de Max et Léon
- Radin !
- Souvenir

### Centre stage
- Chocolat
- Les Ogres
- Polina, danser sa vie
- La Danseuse

### In the Court of Versailles
- Les Adieux à la reine
- Nannerl, la sœur de Mozart

### A Little Bit of Cannes
- Voyage à travers le cinéma français
- Mal de pierres
- Juste la fin du Monde
- Ma loute
- La Fille inconnue

### On the Road
- Un sac de billes
- La Vache
- Saint Amour
- Médecin de campagne

### Girl Power
- La Fille de Brest
- Éternité
- Victoria
- Planetarium
- Les Innocentes
- Sage femme
- L'Avenir

### Growing up
- Adama

### Age of Innocence
- Quand on a 17 ans
- Primaire
- Keeper
- La Tête haute

### Wish you were here
- Le Fils de Jean
- Une vie
- Le Secret de la chambre noire
- Réparer les vivants
- Au nom de ma fille
- Moka

### A Great Adventure
- Mercenaire
- Les Premiers les derniers
- Voir du pays
- Demain
- Wùlu

## La sélection 2013

### Opening Night
- Les saveurs du palais

Réalisateur : Christian Vincent
Cast : Catherine Frot, Arthur Dupont, Jean d’Ormesson, Hippolyte Girardot, Arly Jover

### Closing Night
- Les enfants du paradis

Réalisateur : Marcel Carné
Cast : Arletty, Jean-Louis Barrault, Pierre Brasseur, Maria Casarès, Marcel Herrand

### Love is all around
- La vie d'une autre

Réalisateur : Sylvie Testud
Cast : Juliette Binoche, Mathieu Kassovitz, Aure Atika, François Berléand, Danièle Lebrun
- La cerise sur le gâteau

Réalisateur : Laura Morante
Cast : Laura Morante, Isabelle Carré, Pascal Elbe, Samir Guesmi, Patrice Thibaud
- Un plan parfait

Réalisateur : Pascal Chaumeil
Cast : Diane Kruger, Dany Boon, Alice Pol, Robert Pagnol, Jonathan Cohen, Étienne Chicot, Damien Bonnard
- Un bonheur n'arrive jamais seul

Réalisateur : James Huth
Cast : Sophie Marceau, Gad Elmaleh, Maurice Barthélémy, François Berléand, Michaël Abiteboul
- Au galop

Réalisateur : Louis-Do de Lencquesaing
Cast : Louis-Do de Lencquesaing, Valentina Cervi, Marthe Keller, Denis Podalydès, Xavier Beauvois, Alice de Lencquesaing
- Chercher le garçon

Directeur : Dorothée Sebbagh
Cast : Sophie Cattani, Moussa Maaskri, Gérard Dubouche, Franck Libert, Frédéric Restagno
- Bienvenue parmi nous

Réalisateur : Jean Becker
Cast : Patrick Chesnais, Jeanne Lambert, Miou-Miou, Jacques Weber, Xavier Gallais, Raphaëline Goupilleau

### Women Stories
- Une Estonienne à Paris

Réalisateur : Ilmar Raag
Cast : Jeanne Moreau, Patrick Pineau, Laine Mägi, Ita Ever, Corentin Lobet
- Laurence Anyways

Réalisateur : Xavier Dolan
Cast : Melvil Poupaud, Suzanne Clément, Nathalie Baye, Monia Chokri, Sophie Faucher
- Louise Wimmer

Réalisateur : Cyril Mennegun
Cast : Corinne Masiero, Jérôme Kircher, Anne Benoît, Marie Kremer, Jean-Marc Roulot
- Parlez-moi de vous

Réalisateur : Joachim Lafosse
Cast : Niels Arestrup, Tahar Rahim, Émilie Dequenne, Baya Belal, Stéphane Bissot
- À perdre la raison

Réalisateur : Rémi Bezançon
Cast : Louise Bourgoin, Pio Marmaï, Josiane Balasko, Thierry Frémont, Firmine Richard

### When Art Goes To Cinema
- FEU par Christian Louboutin

Réalisateur : Bruno Hullin
Cast : Christian Louboutin, Les danseuses du Crazy Horses
- L'homme qui rit

Réalisateur : Jean-Pierre Améris
Cast : Gérard Depardieu, Marc-André Grondin, Christa Theret, Emmanuelle Seigner, Serge Merlin
- Renoir

Réalisateur : Gilles Bourdos
Cast : Michel Bouquet, Christa Theret, Vincent Rottiers, Thomas Doret, Romane Bohringer
- Thérèse Desqueyrous

Réalisateur : Claude Miller
Cast : Audrey Tautou, Gilles Lellouche, Anaïs Demoustier, Catherine Arditi, Isabelle Sadoyan
- Vous n'avez encore rien vu

Réalisateur : Alain Resnais
Cast : Denis Podalydès, Sabine Azéma, Mathieu Amalric, Michel Piccoli, Pierre Arditi, Jean-Noël Brouté, Anne Consigny

### Should We Laugh?
- Le grand soir

Réalisateur : Gustave Kervern, Benoît Delépine
Cast : Benoît Poelvoorde, Albert Dupontel, Brigitte Fontaine, Areski Belkacem, Bouli Lanners
- Adieu Berthe - L'enterrement de mémé

Réalisateur : Bruno Podalydès
Cast : Denis Podalydès, Va lérie Lercier, Michel Robin, Pierre Arditi, Bruno Podalydès
- Cherchez Hortense

Réalisateur : Pascal Bonitzer
Cast : Jean-Pierre Bacri, Isabelle Carré, Kristin Scott Thomas, Claude Rich, Marin Orcand Tourres
- Mobile Home

Réalisateur : François Pirot
Cast : Arthur Dupont, Guillaume Gouix, Jackie Berroyer, Jean-Pa ul Bonnaire, Claudine Pelletier
- Le prénom

Director : Matthieu Delaporte, Alexandre de la Patellière
Cast : Patrick Bruel, Va lérie Benguigui, Charles Berling, Guillaume de Tonquédec, Judith El Zein

### Back In The Past
- Après May

Réalisateur : Olivier Assayas
Cast : Lola Créton, Clément Métay er, Félix Armand, Carole Combes, Hugo Conzelmann
- Augustine

Réalisateur : Alice Winocour
Cast : Vincent Lindon, Soko, Chiara Mastroianni, Olivier Rabourdin, Roxane Duran, Lise Lamétrie
- Camille redouble

Réalisateur : Noémie Lvovsky
Cast : Noémie Lvovsky, Samir Guesmi, India Hair, Judith Chemla, Julia Faure
- Du vent dans mes mollets de Carine Tardieu avec Agnès Jaoui, Denis Podalydès, Isabelle Carré, Isabella Rossellini, Juliette Gombert et Anna Lemarchand
- Les adieux à la Reine

Réalisateur : Benoît Jacquot
Cast : Léa Seydoux, Diane Kruger, Michel Robin, Virginie Ledoyen, Noémie Lvovsky, Xavier Beauvois
- Quand je serai petit

Réalisateur : Jean-Paul Rouve
Cast : Jean-Paul Rouve, Gilles Lellouche, Benoît Poelvoorde, Miou-Miou, Claude Brasseur

### Make Me Thrill
- Les lyonnais

Réalisateur : Olivier Marchal
Cast : Gérard Lanvin, Tchéky Karyo, Daniel Duval, Dimitri Storoge, Pa trick Catalifo
- Dans la maison

Réalisateur : François Ozon
Cast : Fabrice Luchini, Ernst Umhauer, Kristin Scott Thomas, Emmanuelle Seigner, Denis Ménochet
- Pauline Detective

Réalisateur : Marc Fitoussi
Cast : Sandrine Kiberlain, Audrey Lamy, Claudio Santamaria, Antoine Chappey, Anne Benoît, Michèle Moretti
- Superstar

Réalisateur : Xavier Giannoli
Cast : Kad Merad, Cécile de France, Louis-Do de Lencquesaing, Ben, Alberto Sorbelli
- Trois Mondes

Réalisateur : Catherine Corsini
Cast : Clotilde Hesme, Raphaël Personnaz, Arta Dobroshi, Reda Kateb, Adèle Haenel

### Bring Your Kids
- Astérix & Obelix au service de sa majesté

Réalisateur : Laurent Tirard
Cast : Gérard Depardieu, Édouard Baer, Guillaume Gallienne, Valérie Lemercier, Catherine Deneuve, Dany Boon
- Ernest et Celestine

Réalisateur : Benjamin Renner, Stéphane Aubier, Vincent Patar
Voix : Lambert Wilson, Pauline Brunner, Anne-Marie Loop
- La clé des champs

Réalisateur : Claude Nuridsany, Marie Pérennou
Cast : Simon Delagnes, Lindsey Henocque, Jean-Claude Ayrinhac Narrated by Denis Podalydès

### Beyond Fiction
- Les Invisibles

Réalisateur : Sébastien Lifshitz
- Journal de France

Réalisateur : Raymond Depardon, Claudine Nougaret
- Tous au Larzac

Réalisateur : YanChristian Rouaud
Cast : Pierre Bonnefous, José Bové, Christiane Burguière, Pierre Burguière, Michel Courtin
- Les Françoises, en route vers le printemps

Réalisateur : Yvan Schreck
Cast: Camille, Jeanne Cherhal, La Grande Sophie, Emily Loizeau, Olivia Ruiz, Rosemary Standley